# Герб Білок
Герб Білок — один з офіційних символів села Білки, Іршавського району Закарпатської області.
Затверджений 3 серпня 2007 року рішенням сесії Білківської сільської ради.
Автор проекту герба — Андрій Гречило.

## Опис
Щит скошений справа, у верхньому зеленому полі золота виноградна лоза з гроном і листками, у нижньому золотому полі — зелена гілка дуба з жолудями і листками.
Щит вписаний у еклектичний картуш, увінчаний червоною міською короною.

## Зміст
Поселення мало давніше статус містечка і використовувало печатки із зображенням гілки дуба з жолудями та виноградної лози з гроном і листям. Тому було запропоновано відновити символ села і зробити його геральдичну реконструкцію відповідно до сучасних норм. Дубова гілка та виноградна лоза відображають місцеву флору, а також вказують на розвинуте виноградарство та лісообробку.
Червона міська корона означає сільський населений пункт, який мав історичний статус містечка.